# ワルン

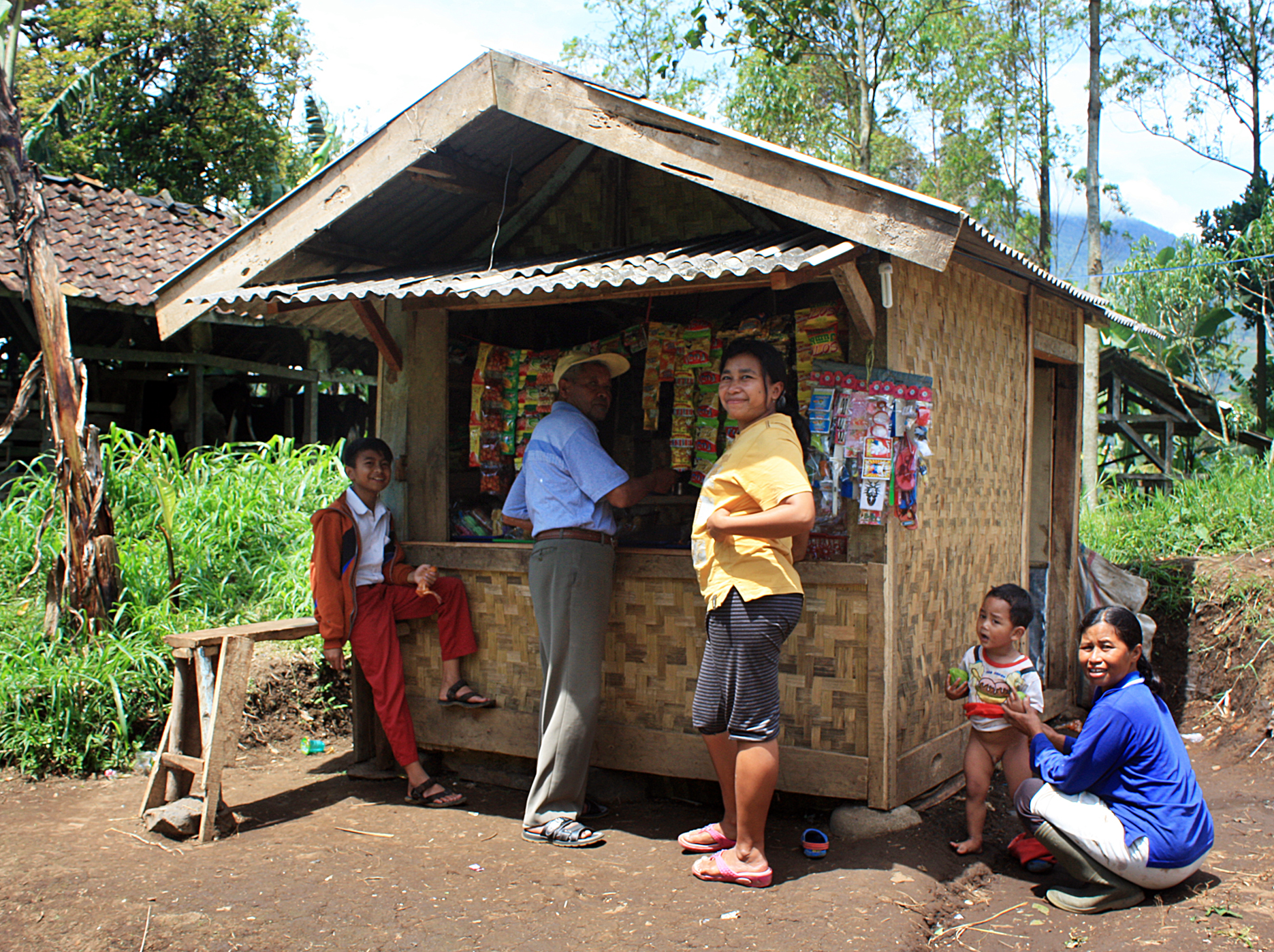
西ジャワ州ガルット県の村のワルン

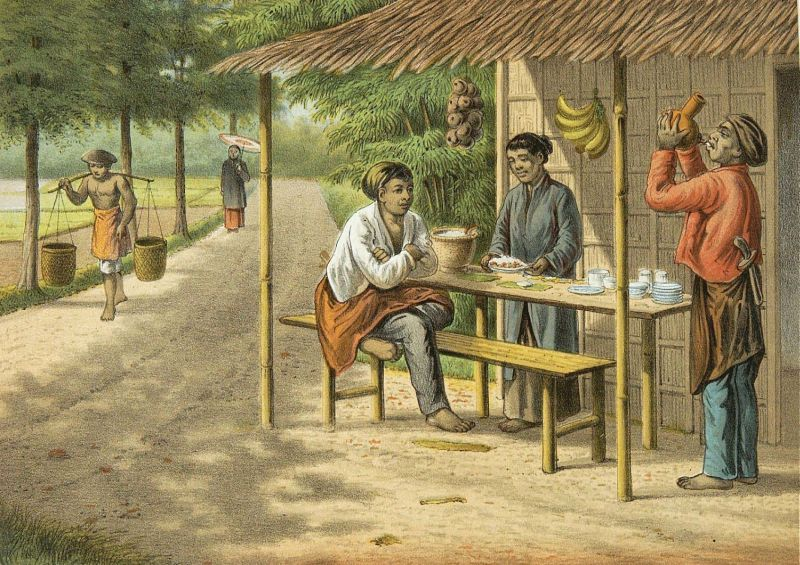
19世紀植民地期のワルンのイメージ

ワルン (インドネシア語:warung,古い綴りではwaroeng) とは、インドネシアやマレーシアの一部で見られる、カジュアルな売店や質素な食堂、喫茶店といった小規模な家族経営のビジネスの一形態である。ワルンは、インドネシアの日常生活にとって欠かすことのできない重要な一部となっている。今日、ワルンという単語は、特に外国人旅行者や居住者、あるいは外国の人びとの間で、特定の質素なインドネシア・レストランないしは日用品や食材を販売する場所を指す言葉に移り変わってきている。観光客に人気のバリ島のリゾート地などでは、その商売にインドネシア的な特徴があることを示すため、ワルンと名乗っている店舗が多数存在する。ワルンは、確かに伝統的には家族経営で商売を営んでおり、家族の成員、とりわけ女性によって切り盛りされている。
伝統的なワルンの建物は、木、竹、ないしは茅葺でできている。常設のワルンとなると、レンガ、コンクリート製となる。このようなファミリー・ビジネスの一部は、自分たちの家で行われる。より小さな移動式ワルンは、ブリキや亜鉛で作られている。さらに一部の近代式ワルンは、ファイバーグラスの鋳型を使用しているだろう。ワルン・テンダ (Warung tenda) は移動式テントのワルンで、屋根がキャンバス、布あるいはプラスティックのシートで覆われている。

## 用語法
ワルン (warung) というインドネシア語の言葉は、小さな売店にせよ食堂にせよ、単に小規模なビジネスのことであり、幅広いカテゴリーを意味している。この単語はジャワ島をはじめインドネシアのほとんどで使われている一方で、スマトラ島とマレー半島では代わりに同義語のクダイ (keddai) が用いられる。ジョグジャカルタ市、 スマラン、スラカルタといったジャワ文化圏では、代わりにアンクリガン (angkringan) という単語がより一般的に使用されているのがみられる。他方で、トコ (toko) という単語は、大規模な店舗に対して使われる。
電話の通話サービスを提供する店を指すワルテル (wartel, warung teleponの略) や、インターネットカフェを意味するワルネット (warnet, warung internetの略) など、様々なタイプの店を意味する単語が、比較的自由に使われている。

## 多様性
多様な種類のワルンが存在するが、その一部は小さな売店の形式をしており、ボトル入りの飲み物、飴、タバコ、スナック類、クルプック、その他の日用品を販売している。他方で、より規模が大きくなると、ワルンはちょっとした食堂となる。料理を提供する典型的なワルンは、バナナを揚げたものであるピサン・ゴレンや揚げ物のフリッター、炒めご飯であるナシゴレン、焼きそばであるミーゴレンといった地元の料理を販売している。
バリ島やロンボク島といったリゾート地においては、ワルンはローカル料理とともにアジア料理や西洋料理を提供する、観光客向けのカバナ式のカフェのことを指す場合もある。インドネシア料理だけではなく、スープ、ステーキ、揚げ物、サンドウィッチ、焼き魚などがメニューに並んでいるだろう。
ワルンには、以下のようのものがある。
- ワルン・ロコッ  (Warung rokok) は一般的なワルンであるが、木や竹、あるいはブリキでできた大変小さな道端のお店である。ワルン・ロコッのほとんどは、2平方メートル以下の広さである。タバコ (rokok) 、よく冷えたボトル入りの飲み物、菓子、飴、クルプック、石鹸、歯磨き粉、その他日常生活に必要なものが販売されている。この形式のワルンは、住宅街、スラム街、道端から、高層ビジネス街の谷間まで、いたる所にもっとも普及している。

- ワルコプ (Warkop) 、あるいはワルン・コピ (warung kopi) とは、質素で小規模な喫茶店ないしはカフェのことで、コーヒー (kopi)、ロースト・ピーナツやルンペイェ（英語版）、クルプック、ピサン・ゴレン、パンといったスナック類を提供している。近年インドネシアでは、マレーシア人やシンガポール人が手掛けるコピティアムが、地元の質素なワルン・コピに代わって人気を得ている。

- ワルン・ナシ (Warung nasi) は、小規模で質素な食堂であり、ご飯 (nasi) とともに付け合わせにインドネシア料理を提供している。たいていのワルン・ナシでは、テーブルや椅子は一人用ではなく、長い共用のカウンターや木製ベンチが備えられている。

- ワルトゥグ (Warteg) あるいはワルン・トゥガル( warung tegal) は、中部ジャワ州のトゥガル出身のジャワ人が経営しているという、ワルン・ナシをさらに特化したものである。ワルトゥグは、ジャワ料理（英語版）とご飯を販売している。ガラス窓の食器棚に、調理前の料理を乗せたお皿を幅広く並べている。ワルトゥグは、労働者層の間では安くて人気があることで知られている。

- ワルン・パダン (Warung padang) は、小規模なパダン料理のレストランである。たいていのワルン・パダンは、テーブルと着席用のチェアーの代わりに、カウンターとベンチを置いている。時折、提供される料理の種類が少ない。パダン料理を提供するワルン・パダンは、規模が大きいものほどルマ・マカン・パダン (rumah makan padang)、すなわちパダン・レストランと呼ばれるようになる。

- ワルネット (Warnet) あるいはワルン・イントゥルネッ (warung internet) は、インターネットカフェである。

- ワルテル (Wartel) あるいはワルン・テレポン (warung telepon) は、店頭に電話機が並んでいて、通話時間当たりで料金を支払う公衆電話屋である。

大抵の場合、ワルンは提供している料理にちなんだ名称がつけられている。例えば、ワルン・ブブル・カチャン・イジョ (warung bubur kacang ijo) ないしはワルン・ブルジョ (warung burjo) は緑豆を使用したインドネシア風ぜんざいであるブブル・カチャン・ヒジャウを、ワルン・ロティ・バカル (warung roti bakar) はトーストを、ワルン・プチュル・レレ (warung pecel lele) は揚げたナマズにサンバルをつけた料理を、それぞれ提供している。また、ワルン・インドミー (warung indomie) は、調理したインスタントラーメンを提供するが、インスタントラーメンの種類は、必ずしもインドネシアのローカル・ブランドであるインドミーだけというわけではない。

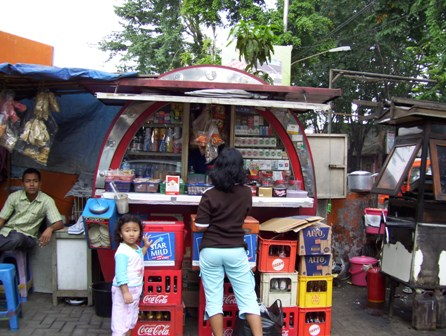
ワルン・ロコッ, タバコを販売するワルン
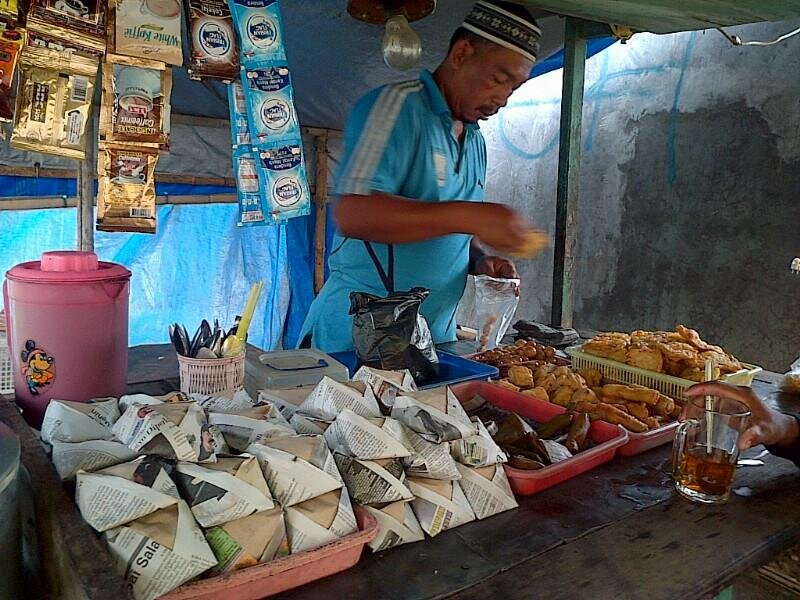
ワルン・コピ, コーヒー、紅茶、菓子類を提供する質素なコーヒー・ショップ
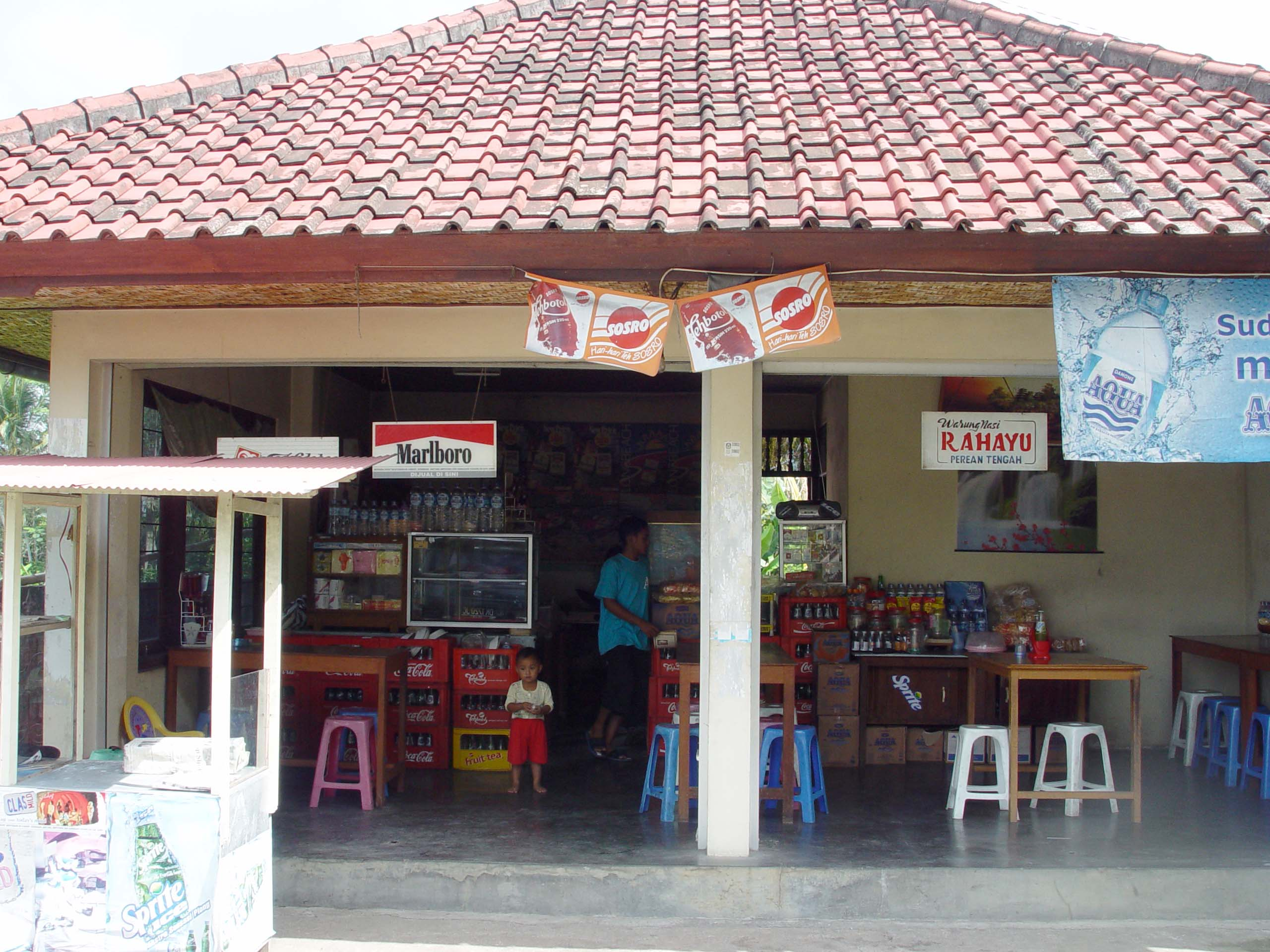
ワルン・ナシ,バリ島で食べ物を売る店
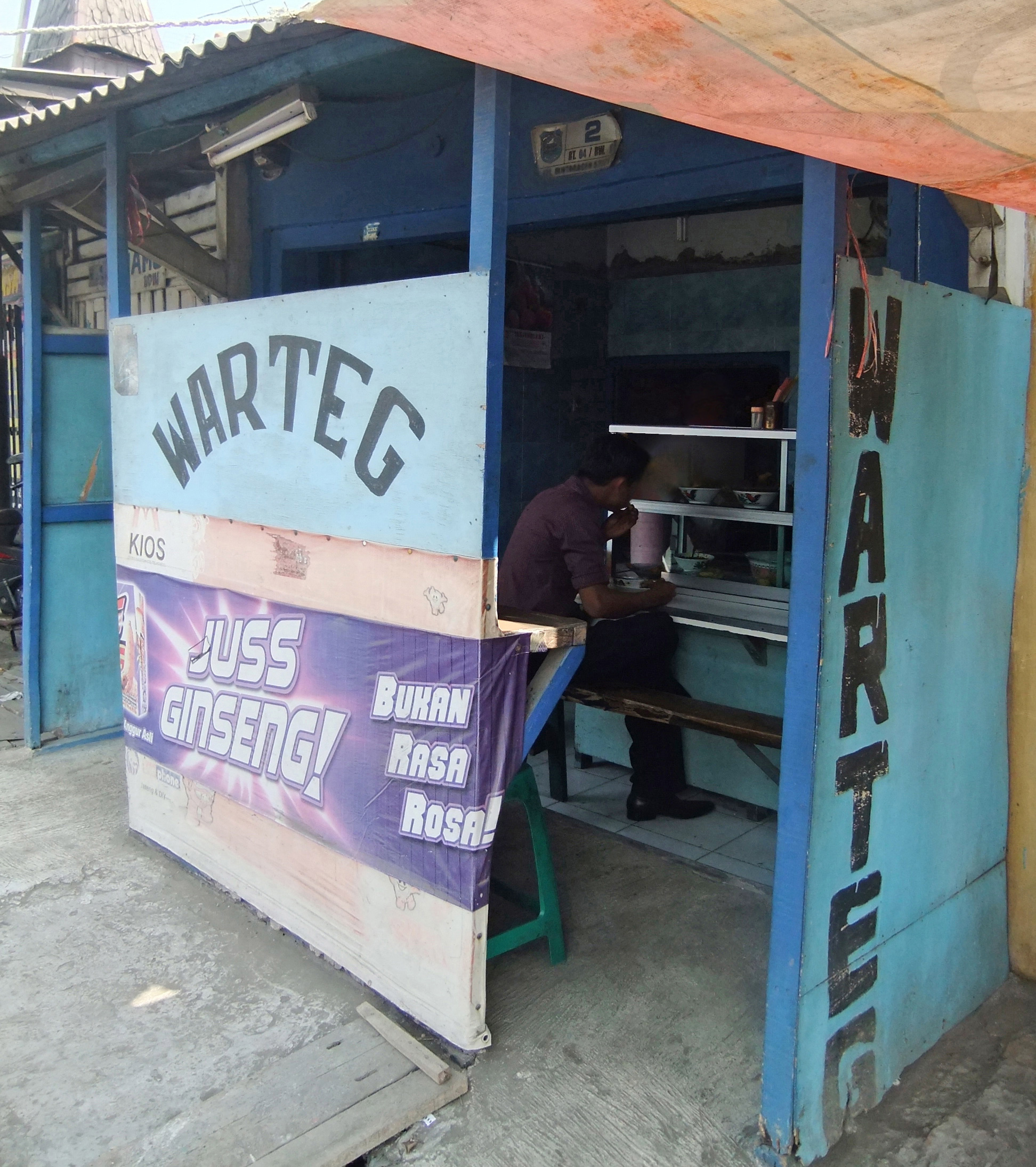
ワルン・トゥガル,トゥガルのジャワ料理を提供する
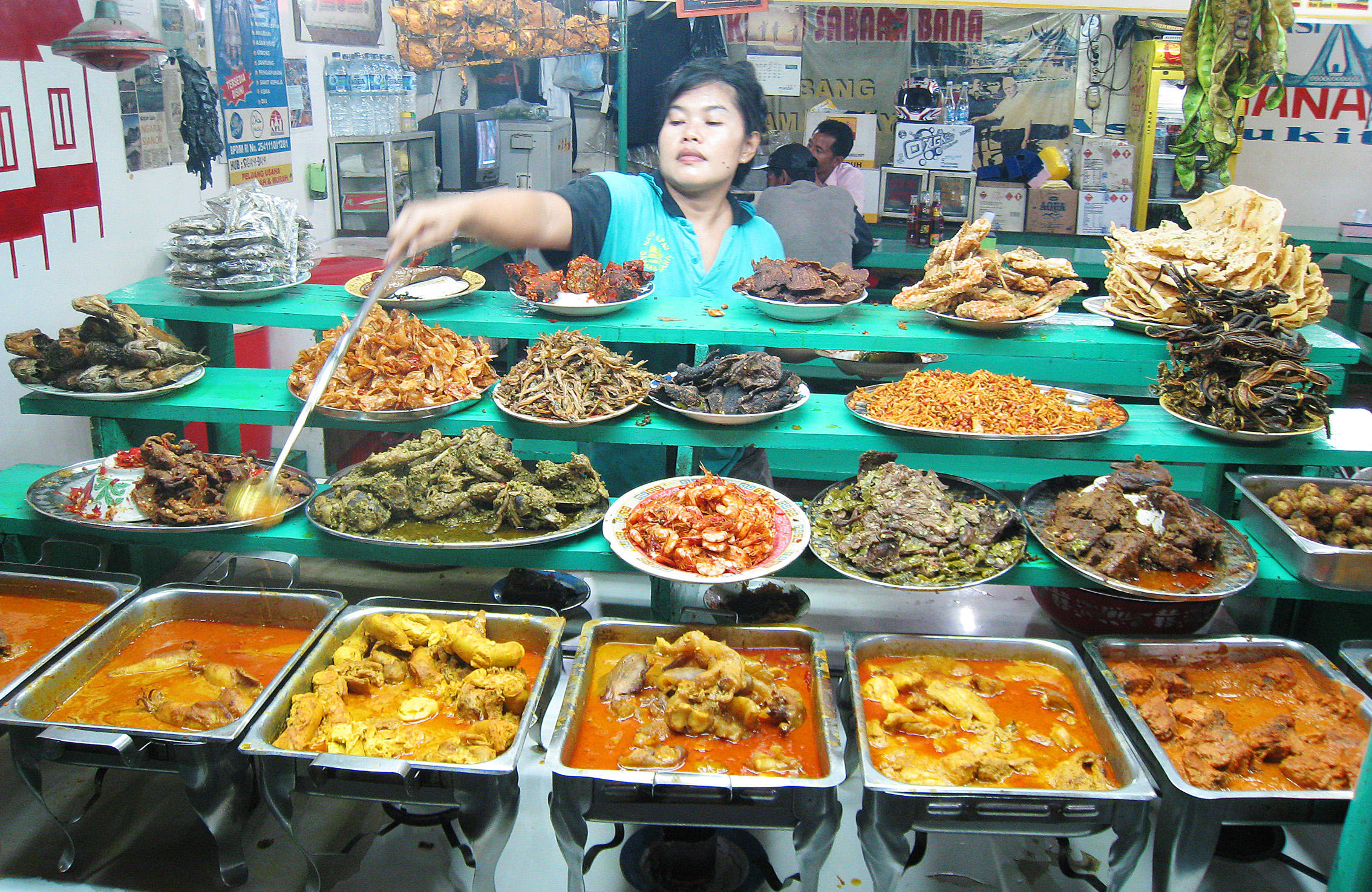
ワルン・パダン パダン料理を販売している
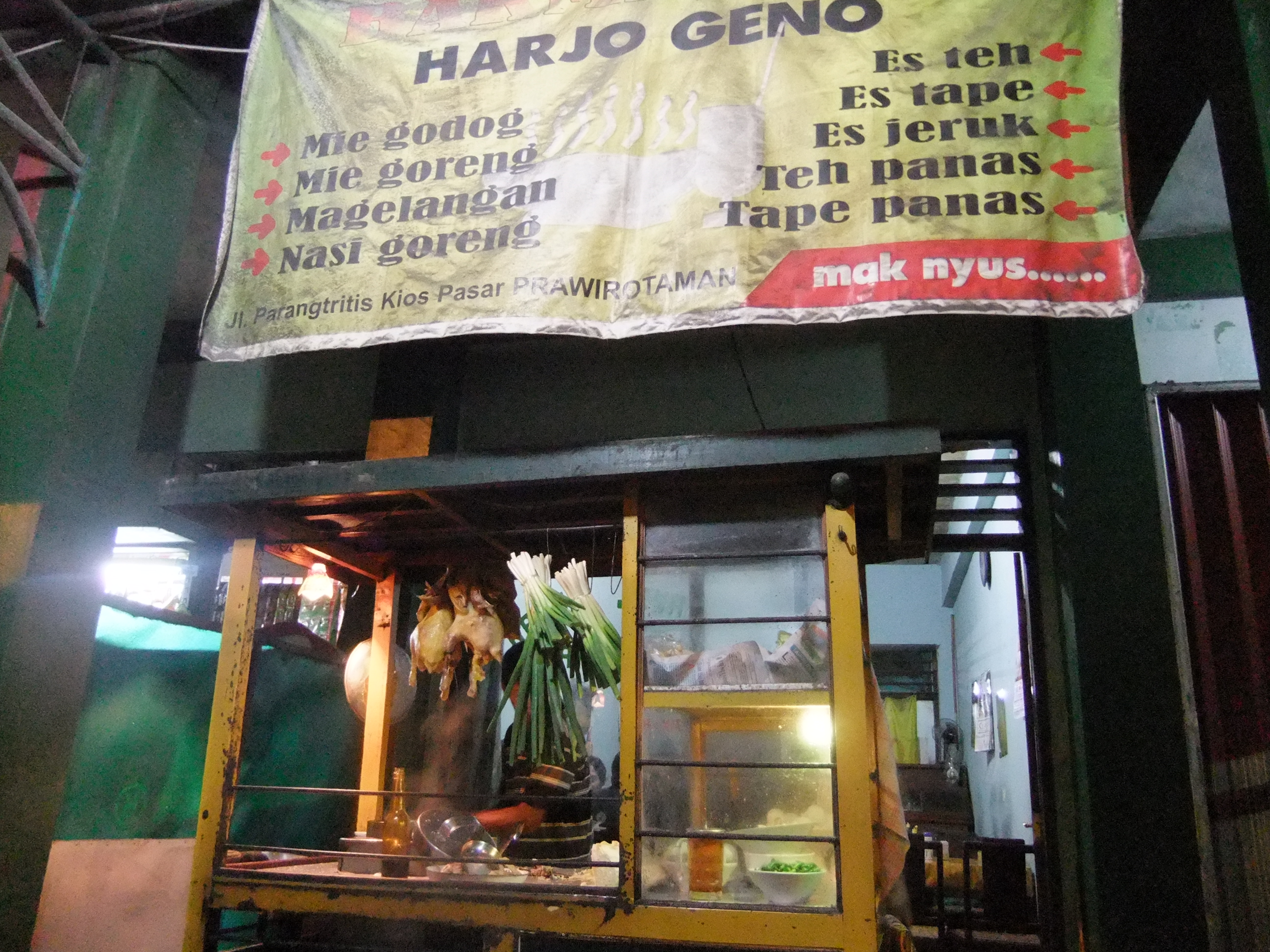
ジャワの麺料理であるミー・ルブス（英語版）を提供するワルン
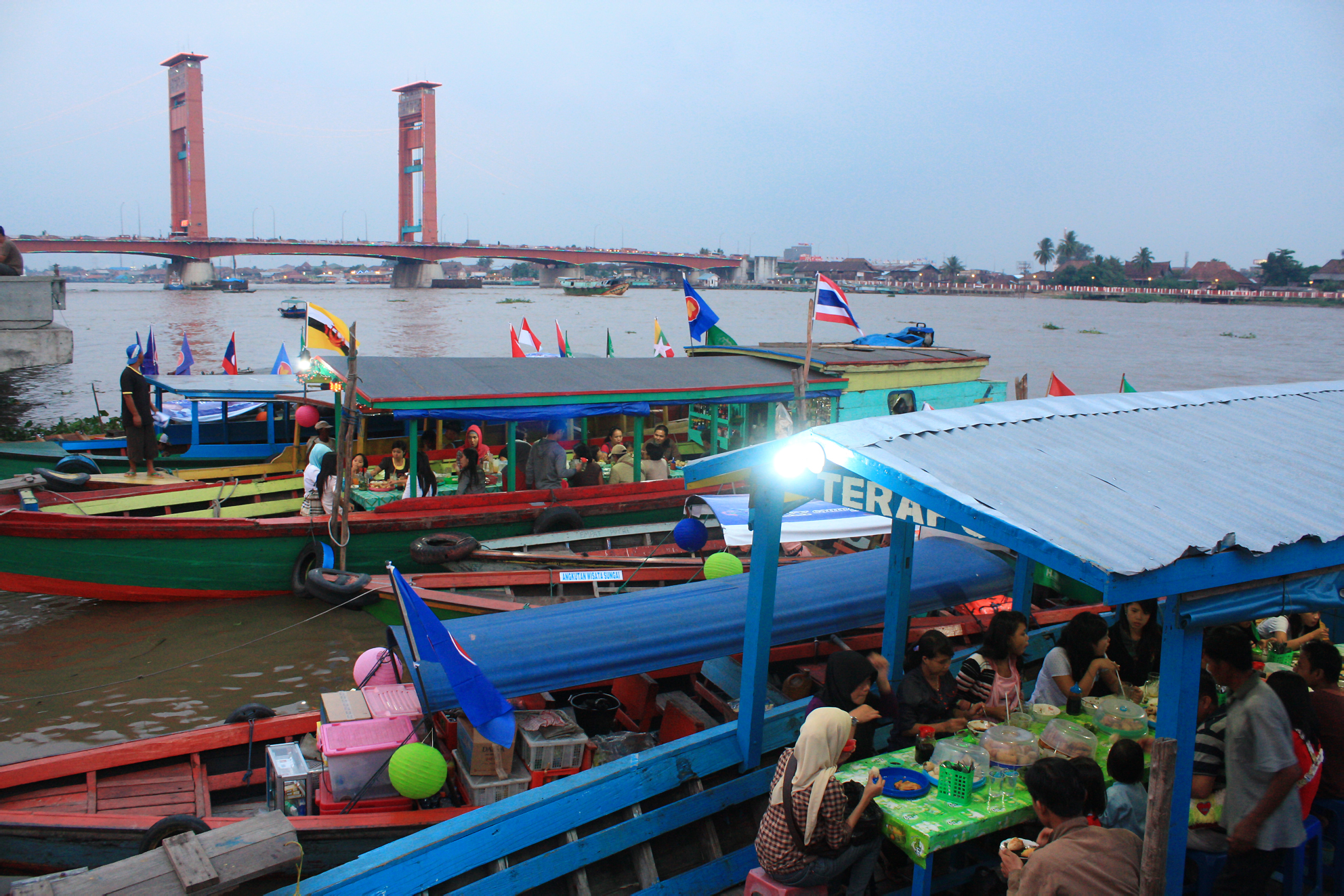
パレンバンのムシ川の岸に浮かぶボート上のワルン